# Zhu Zhu (atriz)

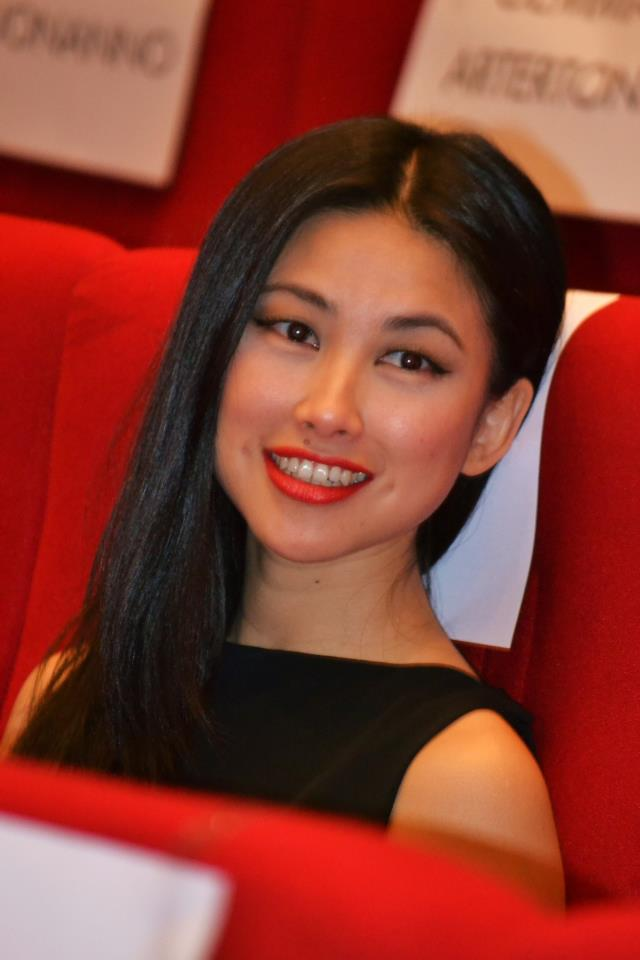
Zhu Zhu no Festival de Cannes em 2012

Zhu Zhu (nascida 19 de julho de 1984) é uma atriz, cantora e apresentadora de televisão chinesa. Nasceu em Linhai, Zhejiang e passou a ser conhecida depois de aderir à rede televisiva MTV onde apresentou programas de musica, em 2005. Trabalhou na MBOX em 2007 e o seu primeiro albúm foi lançado em 2009. No cinema teve a sua primeira estreia em 2010, em Wo Zhi Nu Ren Xin, um filme de comédia e romance chinês estrelado por Andy Lau e Gong Li.
Em 2012, Zhu interpreta o personagem Qi Qi num filme de artes marciais intitulado The Man with the Iron Fists Russell Crowe, Cung Le, Lucy Liu, Byron Mann, Rick Yune, David Bautista e Jamie Chung. Em 2012 participa em cinco películas, entre as quais Shanghai Calling, Secret Sharer e Cloud Atlas.
Em 2014 participa na série televisiva Marco Polo, que teve a sua estreia na Netflix em dezembro do mesmo ano.